# Station Aix-en-Provence TGV
Station Aix-en-Provence TGV is een spoorwegstation in de Franse gemeente Aix-en-Provence / Cabriès. Het station ligt aan de hogesnelheidslijn LGV Méditerranée.

## Treindienst
| Serie           | Treinsoort          | Route | Bijzonderheden |
| --------------- | ------------------- | --- | --- |
| TGV 5000        | TGV (SNCF)          | [ Marseille-Saint-Charles – Aix-en-Provence TGV – Avignon TGV – ] / [ Montpellier-Saint-Roch – ] Lyon-Part-Dieu – Aéroport Charles-de-Gaulle 2 TGV – Lille-Europe | |
| TGV 6100        | TGV (SNCF)          | Paris-Lyon – Lyon-Saint-Exupéry TGV – Valence-Rhône-Alpes-Sud TGV – Avignon TGV – Aix-en-Provence TGV – [ Marseille-Saint-Charles ] / [ Toulon – Hyeres ] | Een trein via Lyon-Saint-Exupéry, een trein via Valence TGV, een trein naar Hyeres.                                                                      |
| TGV 6160        | TGV (SNCF)          | Paris-Lyon – Valence-Rhône-Alpes-Sud TGV – Avignon TGV – Aix-en-Provence TGV – Marseille-Saint-Charles – Toulon – Les Arcs - Draguignan – Saint-Raphaël-Valescure – Cannes – Antibes – Nice-Ville – Monaco-Monte Carlo – Menton – Ventimiglia | Sommige treinen via Marseille, Les Arcs en St Raphaël. Een trein naar Ventimiglia.                                                                       |
| TGV 9580 ICE 84 | TGV (SNCF)          | Marseille Saint-Charles – Aix-en-Provence TGV – Avignon TGV – Lyon-Part-Dieu – Chalon-sur-Saône – Besançon Franche-Comté TGV – Belfort-Montbéliard TGV – Mulhouse-Ville – Strasbourg-Ville – Baden-Baden – Karlsruhe Hbf – Mannheim Hbf – Frankfurt (Main) Hbf | |
| TGV 9800        | TGV (SNCF)          | [ Luxemburg – Thionville – Metz-Ville – Strasbourg-Ville – Mulhouse-Ville – Belfort-Montbéliard TGV – Besançon Franche-Comté TGV – Dijon-Ville – Mâcon-Ville – ] / [ Brussel-Zuid – Lille-Europe – Arras – TGV Haute-Picardie – Aéroport Charles-de-Gaulle 2 TGV – [ Champagne-Ardenne TGV – Meuse TGV – Lorraine TGV – Strasbourg-Ville ] / [ Marne-la-Vallée - Chessy – [ Massy TGV – Le Mans – [ Laval – Rennes ] / [ Angers-Saint-Laud – Nantes ] ] / [ Creusot TGV – ] Lyon-Part-Dieu – [ Avignon TGV – Aix-en-Provence TGV – Marseille Saint-Charles ] / [ Montpellier-Saint-Roch – Perpignan ] ] | Dagelijkse verbinding met Montpellier en Marseille. Perpignan - Brussel tweemaal per week.                                                               |
| Eurostar 9900   | Eurostar (Eurostar) | Amsterdam Centraal – Schiphol Airport – Rotterdam Centraal – Antwerpen-Centraal – Brussel-Zuid – [ Aéroport Charles-de-Gaulle 2 TGV – Marne-la-Vallée - Chessy ] / [ Chambéry-Challes-les-Eaux – Albertville – Moûtiers - Salins - Brides-les-Bains – Aime-La Plagne – Landry – Bourg-Saint-Maurice ] / [ Valence-Rhône-Alpes-Sud TGV – Avignon TGV – Aix-en-Provence TGV – Marseille Saint-Charles ] | Via HSL. Marne-la-Vallée - Chessy 2 keer per dag. Bourg-Saint-Maurice 1 keer per week in de winter. Marseille Saint-Charles 1 keer per week in de zomer. |